# Rumohra adiantiformis
Rumohra adiantiformis är en träjonväxtart som först beskrevs av Georg Forster och som fick sitt nu gällande namn av Ren-Chang Ching.
Rumohra adiantiformis ingår i släktet Rumohra och familjen Dryopteridaceae. Inga underarter finns listade i Catalogue of Life.

## Bildgalleri

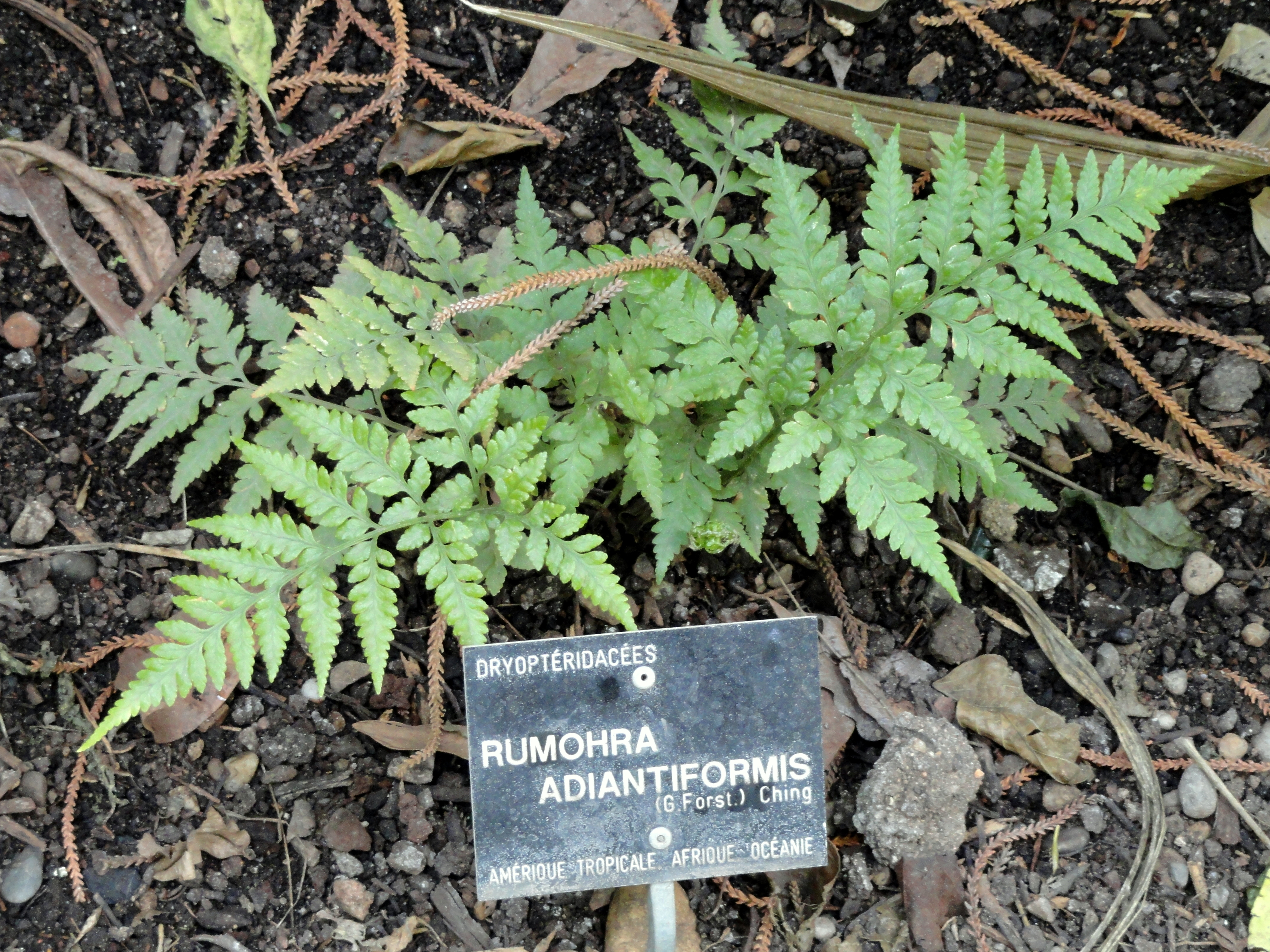
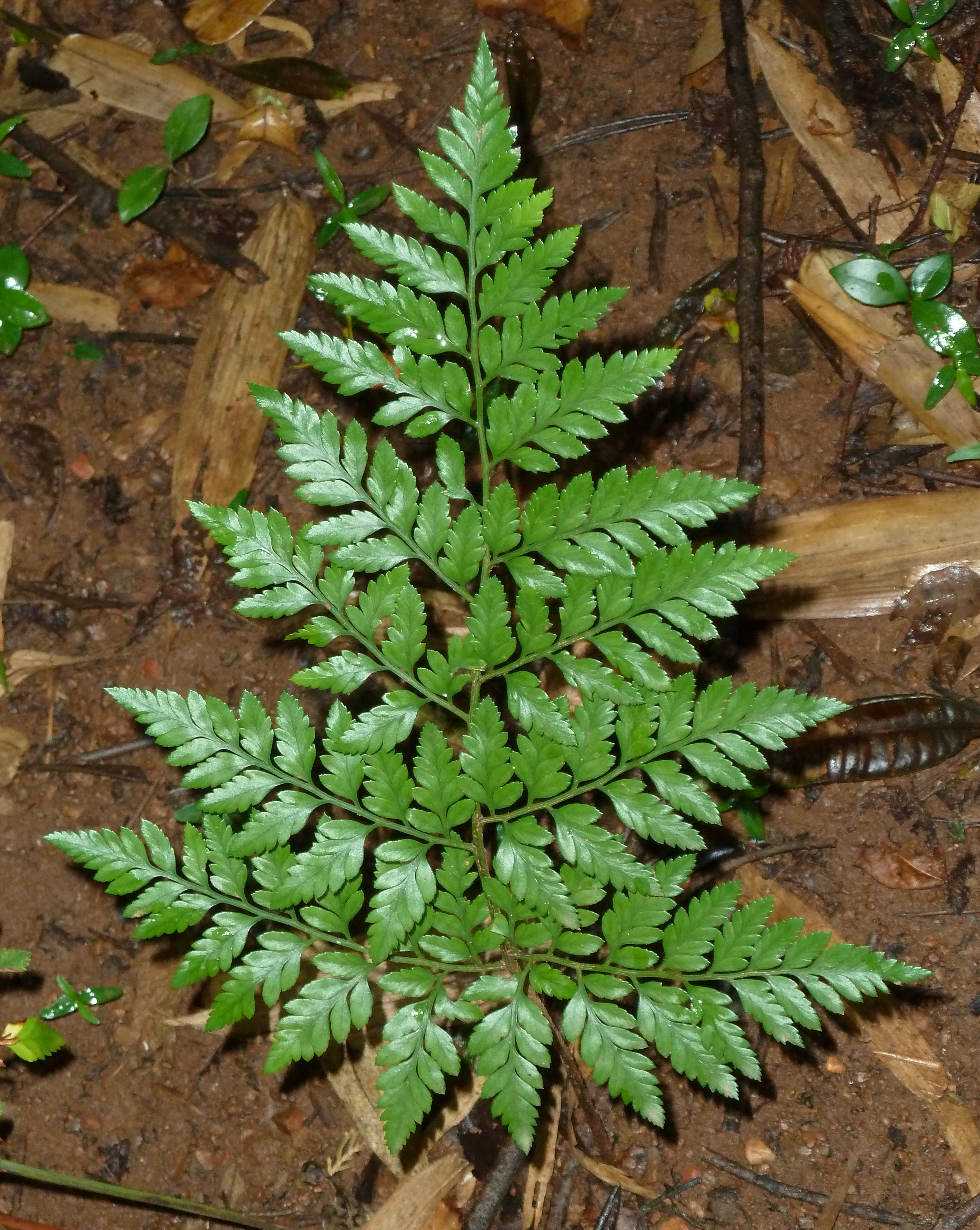
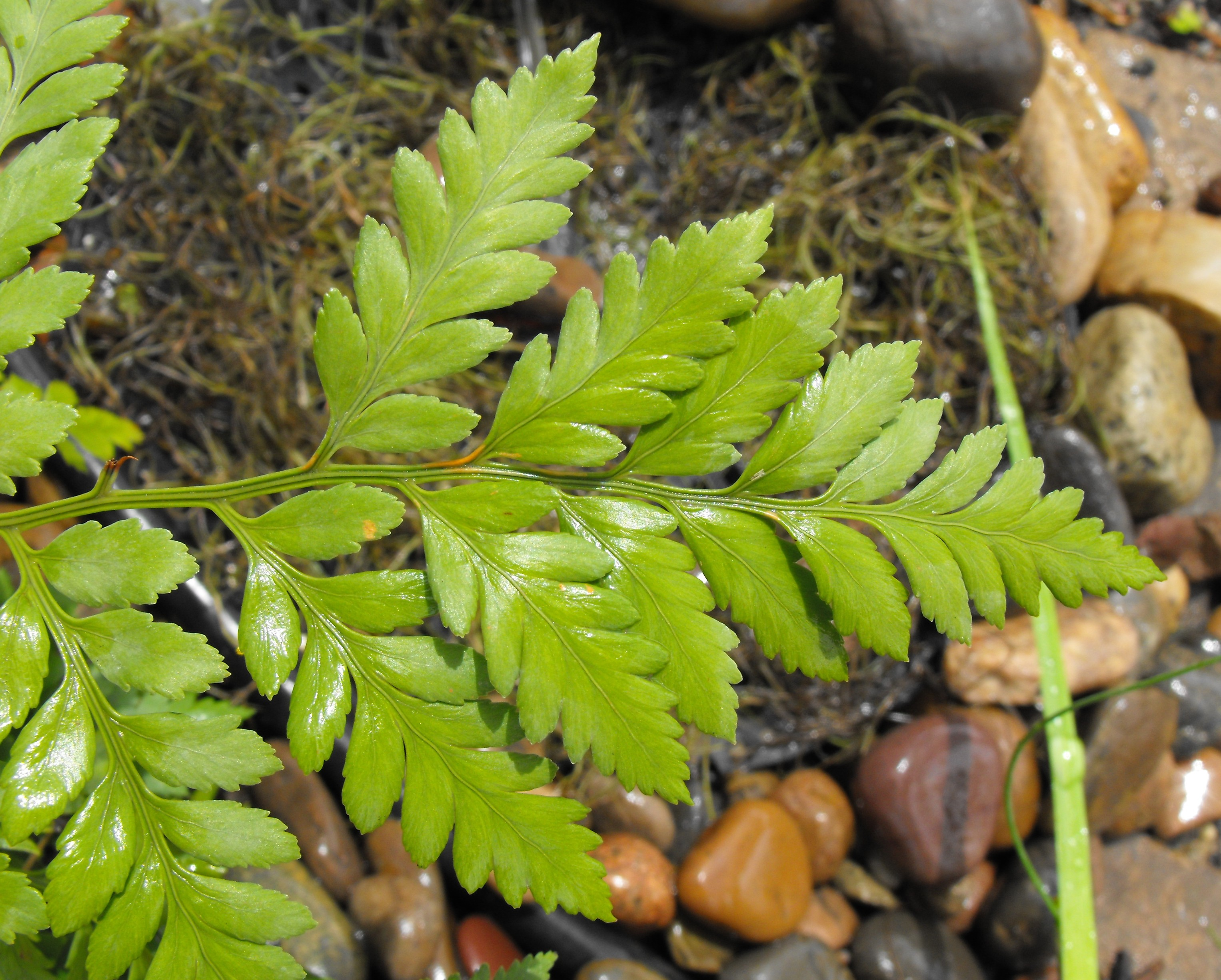
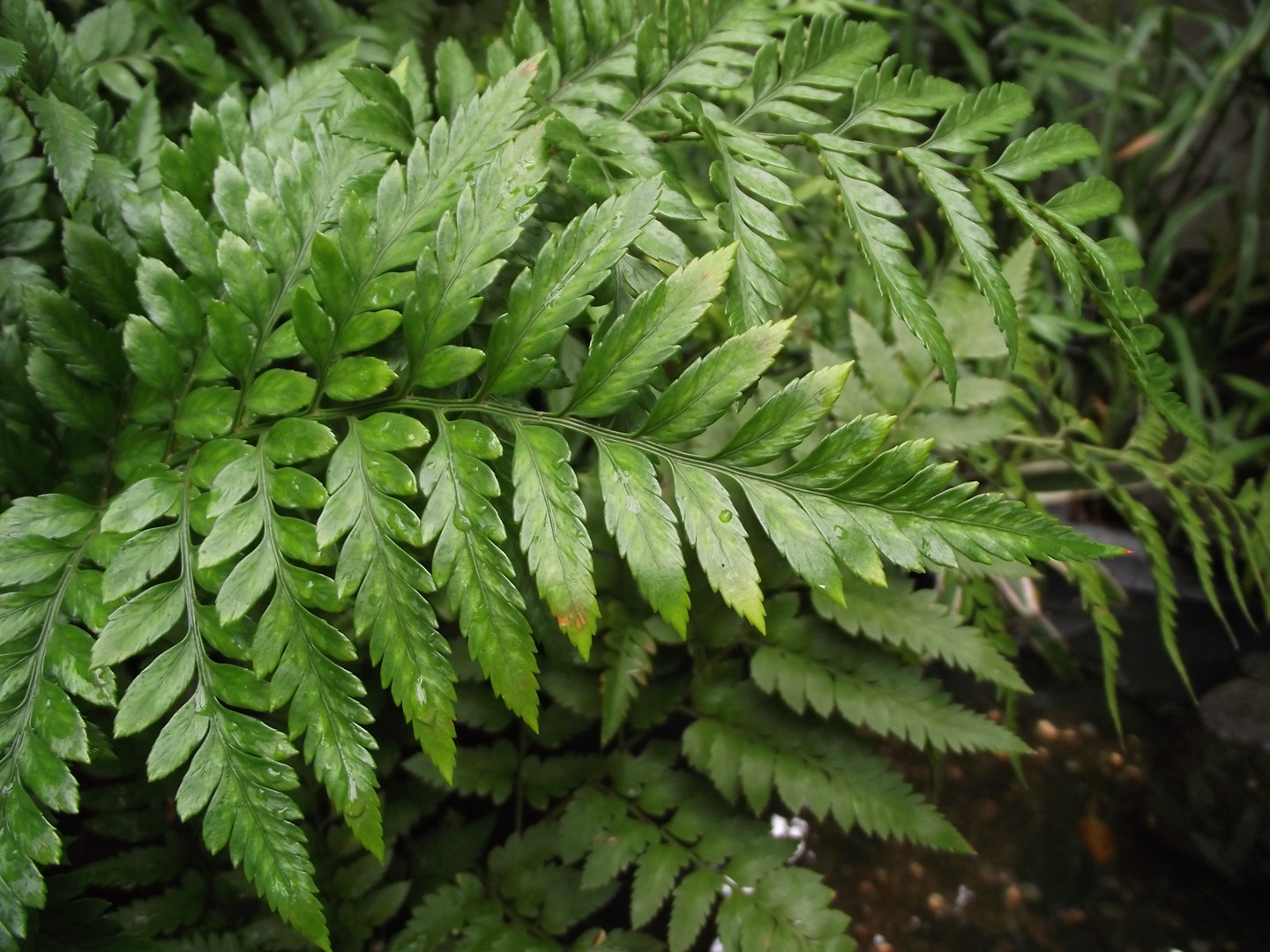